# Spider Pig
Spider Pig is het varken dat Homer Simpson redt van de slacht in de film The Simpsons Movie. Er is een single over hem en en die ook op de soundtrack van de gelijknamige film. staat. Hij verschijnt het eerst in de Krusty Burger met een muts op voor in een commercial. Als Homer hoort dat het varken geslacht gaat worden neemt hij hem in huis omdat hij vindt dat je geen dieren met mensenkleren aan mag slachten.
Het gelijknamige lied is geschreven door Hans Zimmer. In de film wordt het lied, wat gebaseerd is op de titelsong van de geanimeerde Spider-Manserie gezongen door Homer Simpson. Als Marge Simpson zich afvraagt hoe die afdrukken van varkenspoten op het plafond komen, ziet ze Homer met zijn nieuwe huisdier Pig boven het hoofd. Pig loopt met de hulp van Homer nu over het plafond heen en heet nu Spider Pig (in de Nederlandse versie Spider Big). Spider Pigs uitwerpselen worden door Homer in een silo gestopt en uiteindelijk in Lake Springfield gedumpt waardoor het ernstig vervuild raakt en de ramp ontstaat.

## Tekst van het lied
Originele 'Spider-Man Theme' tekst en muziek geschreven door Bob Harris en Paul Francis Webster.
Deze parodie, tekst geschreven door James L. Brooks, Matt Groening, Al Jean, Ian Maxtone-Graham, George Meyer, David Mirkin, Mike Reiss, Mike Scully, Matt Selman, David Silverman, John Swartzwelder en Jon Vitti en muziek Hans Zimmer.
Spider Pig!
Spider Pig!
Does whatever a spider pig does!
Can he swing from a web?
No he can't
He's a pig yes he is
Lookout!
He is the Spider Pig!!
(Spinnen Varken! Spinnen Varken! Doet wat een spinnenvarken doet! Maar kan hij een web weven? Nee dat niet, het is een varken. Kijk uit! Hij is de Spinnen Varken!)

## Harry Plopper
Al vrij snel is Homer de naam Spider Pig zat en noemt het varken Harry Plopper, compleet met bril en litteken, naar Harry Potter. Mede dankzij de populariteit van het lied wordt Harry Plopper toch vaker bij z'n "oude naam" genoemd.

## Terugkeer
Spider Pig komt niet meer terug in de film nadat hij de plank met de familie Simpson daarop wegduwt. Hij zit immers nog in het huis als deze in de doline wordt opgezogen. Santa's Little Helper, de hond van de familie, keert later in de film terug en ook Spider Pig overleeft: Hij keert terug in de aflevering He Loves to Fly and He D'oh's in de bankgrap. Hij zit op de bank als Homer hem oppakt en hem zijn summer love noemt. Dit is de eerste keer dat het varken te zien is in de serie zelf.

## Bio-Dome
De tekst komt eerder ook voor in de film Bio-Dome uit 1996, met Pauly Shore en Stephen Baldwin.
Homer Simpson · Marge Simpson · Bart Simpson · Lisa Simpson · Maggie Simpson · Abraham Simpson · Patty en Selma Bouvier · Jacqueline Bouvier · Mona Simpson · Santa's Little Helper · Snowball II · Familie Bouvier
Jasper Beardley · Comic Book Guy · Eddie en Lou · Maude Flanders · Ned Flanders · Professor Frink · Barney Gumble · Julius Hibbert · Lionel Hutz · Eerwaarde Lovejoy · Kapitein Horatio McCallister · Hans Moleman · Bleeding Gums Murphy · Apu Nahasapeemapetilon · Mayor Joe Quimby · Dr. Nick Riviera · Agnes Skinner · Cletus Spuckler · Squeaky Voiced Teen · Disco Stu · Moe Szyslak · Kirk Van Houten · Luann Van Houten · Chief Clancy Wiggum
Gary Chalmers · Rod en Todd Flanders · Jimbo Jones · Kearney · Edna Krabappel · Otto Mann · Nelson Muntz · Martin Prince · Seymour Skinner · Milhouse Van Houten · Ralph Wiggum · Groundskeeper Willie · andere studenten
Montgomery Burns · Carl Carlson · Lenny Leonard · Waylon Smithers
Itchy en Scratchy · Kent Brockman · Krusty de Clown · Troy McClure · Rainier Wolfcastle · Radioactive Man
Snake · Kang & Kodos · Sideshow Bob · Fat Tony
Treehouse of Horror
Bart vs. the World · Bart Simpson's Escape from Camp Deadly · The Simpsons Arcadespel · Bart vs. the Space Mutants · Bart's House of Weirdness ·Bart vs. The Juggernauts · Krusty's Fun House · Bartman Meets Radioactive Man · Bart's Nightmare · The Itchy and Scratchy Game · Virtual Bart · Bart and the Beanstalk · Itchy & Scratchy in Miniature Golf Madness · Cartoon Studio · Virtual Springfield · Night of the Living Treehouse of Horror · Bowling · Wrestling · Road Rage · Skateboarding · Hit & Run · The Simpsons Game · The Simpsons: Tapped Out
The Simpsons · The Simpsons Pinball Party
Strips: Simpsons Comics · Bart Simpson serie · Itchy & Scratchy Comics · Bart Simpson's Treehouse of Horror · Futurama/Simpsons Infinitely Secret Crossover Crisis
Tijdschrift: Simpsons Illustrated
Boeken: Bart Simpson's Guide to Life · Family Album · Library of Wisdom · Complete Guides · Planet Simpson · The Simpsons and Philosophy
Actiefiguurtjes: World of Springfield
The Simpsons Movie
Bankgrap ·
Canyonero · 
D'oh! · 
Duff Beer · 
Schoolbordgrap · 